# Emily Collins (botánica)

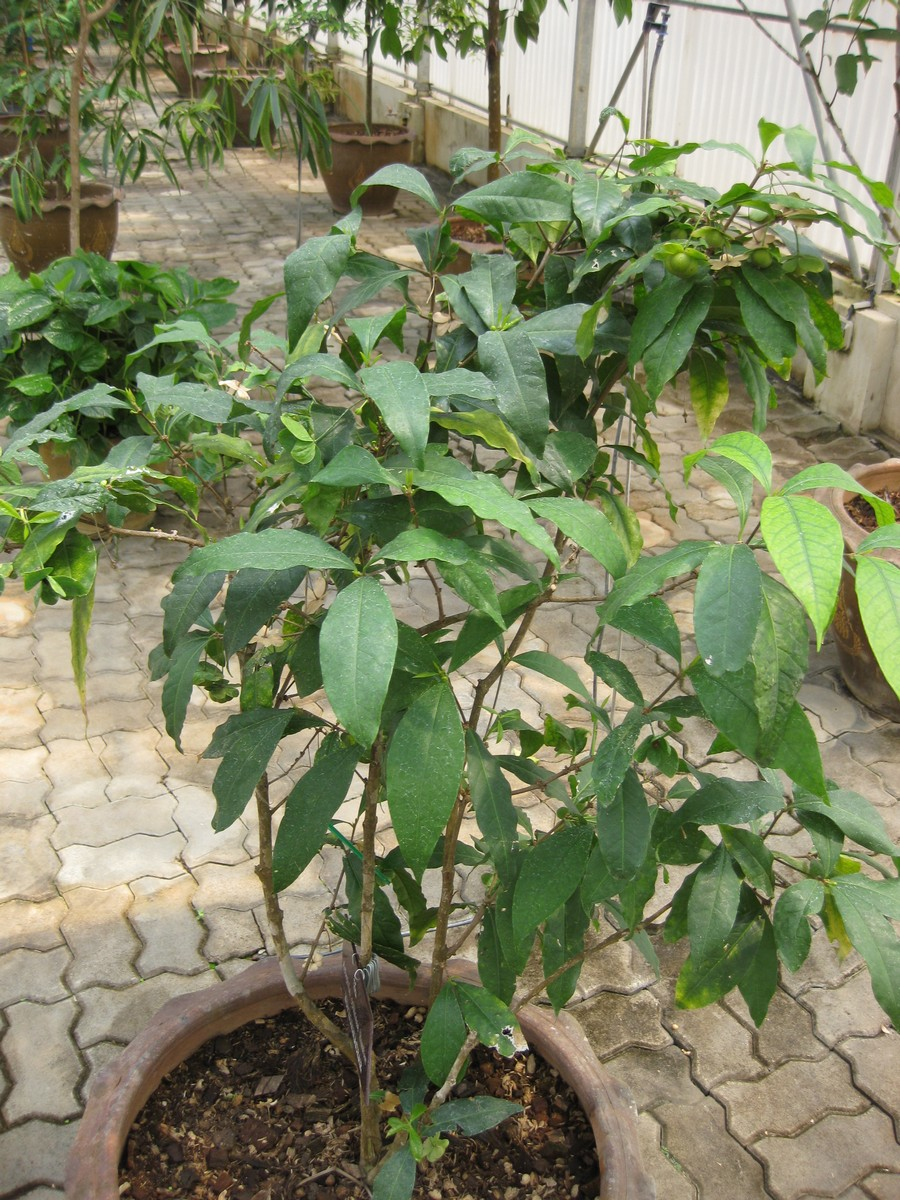
Actephila collinsiae Hunter ex Craib. Nombrado en honor de Emily Collins. Gardenology.org

Elian Emily Collins (nacida Pemberton ca. 1858 - ca. 1945) fue una botánica, naturalista y recolectora inglesa. Realizó expediciones de búsqueda de especímenes vegetales, en Tailandia. Descubrió varias especies nuevas para la ciencia; y, en su honor se nombraron numerosas especies con su epónimo.

## Biografía

### Primeros años
Collins nació en Myanmar (Birmania) alrededor de 1858. Se casó con David John Collins, un agrimensor; y, viajaron a Tailandia en 1877.

### Recolecciones botánicas
Collins fue una recolectora de especímenes de plantas en Tailandia. Recolectó plantas principalmente en regiones de la provincia de Chon Buri (Si Racha) y Chanthaburi entre 1902 y 1938.
Fue animada en sus esfuerzos de recolecciones, por el Dr. Arthur Francis George Kerr a quien conoció en Si Racha en septiembre de 1911. Emily le enviaba frecuentemente, a Kerr, especímenes que incorporaba a su herbario privado. Esos especímenes se hallan en el Museo de Historia Natural, de Londres. Collins también envió especímenes a otros botánicos así como a los Jardines Botánicos Reales, de Kew.
Mantuvo correspondencia con el profesor William Grant Craib, Regius Profesor de botánica en la Universidad Aberdeen, y autora de Florae Siamensis Enumeratio. Y, fue reconocida por él como una de los dos recolectores importantes que suministraron especímenes al Herbario real del jardín botánico del área de Si Racha en Tailandia. El otro coleccionista fue el Dr. Kerr.
También mantuvo correspondencia con Sir Arthur William Hill, director de los Jardines Botánicos Reales, Kew. Así como le proporcionó especímenes, envió fotografías e información sobre nombres comunes y usos económicos de plantas locales recogidas y suministrados a Kew Gardens. También lo hizo con Sir David Prain y a través de él al Trinity College, Dublín con especímenes.
Sus especímenes están hoy resguardados en herbarios alrededor del mundo, incluyendo el del Departamento de Agricultura (BK), Bangkok, Harvard University, Museo de Historia Natural, Jardines Botánicos Reales Kew, Misuri Jardín Botánico, Nueva York Jardín Botánico y el Herbario Nacional de EE. UU. Después de que Emily dejó de hacer recolecciones en 1938; muy pocos botánicos aparecieron para recolectar sistemáticamente en esa área de Tailandia hasta mediados de los 1970s.
Collins fue de los primeros miembros de La Sociedad de Historia Natural de Siam cuando se estableció el 6 de marzo de 1914. Esa organización devino en una Sección de la Siam Society en 1925. Collins fue fundamental para liberar al mosquito que era comido por el pez Gamusia en aguas de Tailandia en enero de 1929.

### Honores
Fue hecha miembro de la Orden de Excelencia del Imperio británico (MBE)

### Especies nombradas con su epónimo
Varias especie de planta tienen el epónimo descriptivo "collinsae" o "collinsiae" en su honor. Estos incluyen:
- (Annonaceae) Mitrephora collinsae Craib[9]
- (Convolvulaceae) Argyreia collinsae (Craib) Na Songkhla & Traiperm[10]
- (Convolvulaceae) Rivea collinsae Craib[11]
- (Droseraceae) Drosera collinsiae N.E.Br. in Burtt Davy[12]
- (Lythraceae) Lagerstroemia collinsae Craib[13]
- (Myrsinaceae) Ardisia collinsae H.R.Fletcher[14]
- (Myrtaceae) Eugenia collinsae (Blume) Merr. & L.M.Perry[15]
- (Rubiaceae) Tarenna collinsae Craib[16]
- (Rutaceae) Zanthoxylum collinsae Craib[17]

### Muerte
Continuó residiendo en Tailandia hasta su muerte, en algún momento después de la Segunda Guerra Mundial.